# Мацубусі

35°55′33″ пн. ш. 139°48′55″ сх. д. / 35.92583° пн. ш. 139.81528° сх. д.
Мацубу́сі (яп. 松伏町, まつぶしまち, МФА: [mat͡subuɕi mat͡ɕi̥]) — містечко в Японії, в повіті Кіта-Кацусіка префектури Сайтама. Станом на 1 жовтня 2008 площа містечка становила 16,22 км². Станом на 1 січня 2009 населення містечка становило 31 195 осіб.